# 메르세데스-벤츠 CLE
메르세데스-벤츠 CLE(영어: Mercedes-Benz CLE)는 C236 쿠페와 A236 카브리올레로 구성되어 있는 GT카로, 2023년에 출시되었다.

## 개요

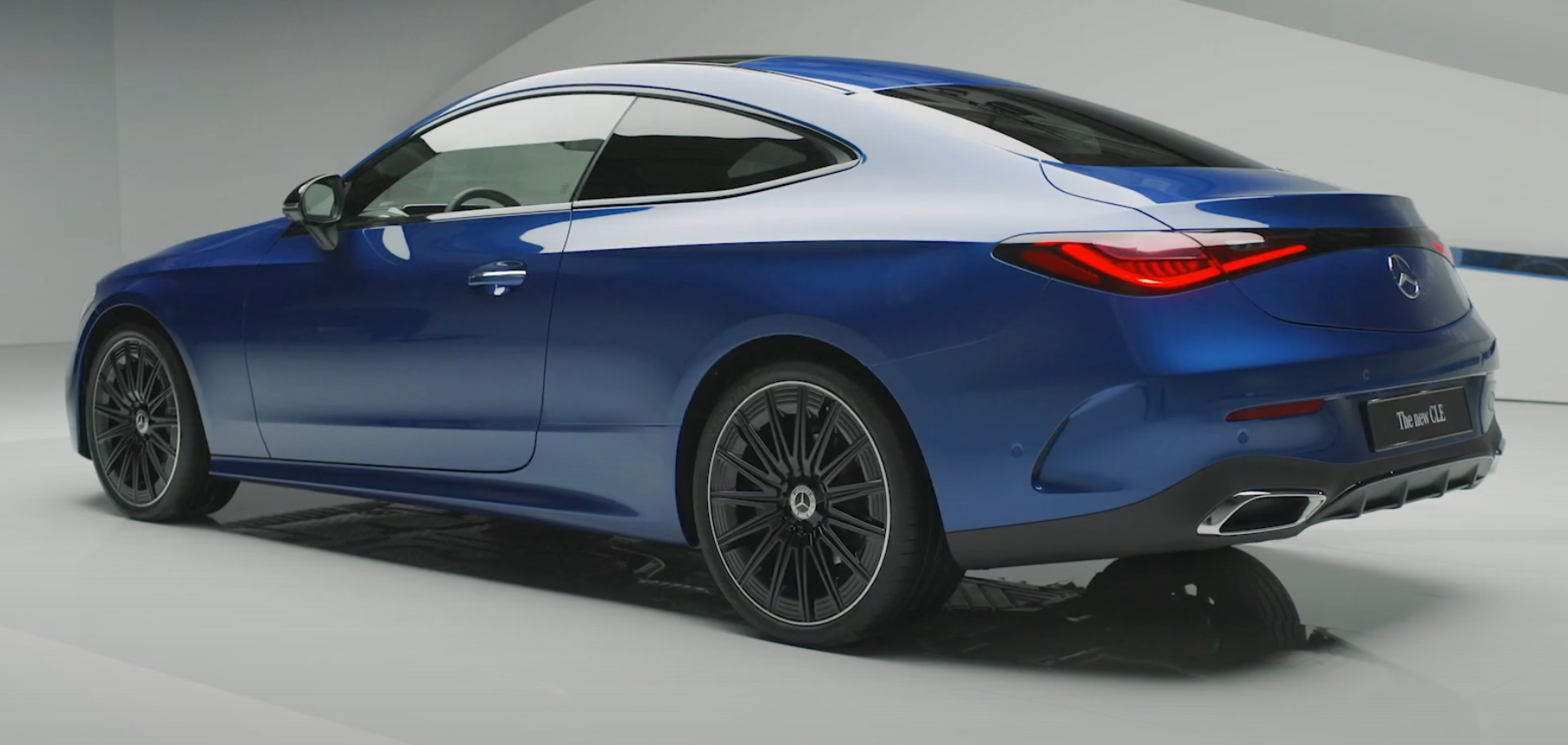
후면

CLE 쿠페는 C-클래스와 E-클래스의 후속 모델이다.
벌집형 메쉬 인서트가 포함된 둥근 단일 바 그릴이 있으며 C-클래스 스타일 헤드라이트와 스포티한 공기 흡입구가 함께 제공된다. 후면에는 LED 미등과 스포일러가 통합된 각진 부츠가 포함되어 있으며, 배기 컷아웃이 없는 곡선형 범퍼도 있다.